# Luciano Becchio
Luciano Héctor Becchio (Córdoba, 28 dicembre 1983) è un allenatore di calcio ed ex calciatore argentino, di ruolo attaccante.

## Carriera

### Club
Cresciuto nel Boca Juniors, nella stagione 2003-2004 approda in Spagna, giocando nella squadra riserve del Maiorca. In una stagione e mezza colleziona 29 presenze e 5 reti, finendo l'anno 2004-2005 in prestito al Ciudad de Murcia (16 presenze e 3 reti). Passa al Terrassa l'anno successivo, totalizzando 22 presenze e due reti. Milita dal 2006 al 2008 nel Mérida (50 presenze con 27 reti). Nella stagione 2008-2009 gioca in Inghilterra con il Leeds Utd.